# 티타니아
티타니아(Titania)는 윌리엄 셰익스피어의 연극 한여름 밤의 꿈에 등장하는 등장인물이다. 연극에서 요정의 여왕으로 등장한다. 셰익스피어의 영향력으로 인해 이후의 픽션은 요정 여왕 등장인물에 대해 "티타니아"라는 이름을 사용하기도 했다.
전통 민속 전승에서 요정 여왕은 이름이 없다. 셰익스피어는 오비디우스의 변신 이야기에서 "티타니아"라는 이름을 가져왔으며, 이는 티탄의 딸들에게 주어진 명칭이다.
셰익스피어의 티타니아는 자신의 남편 오베론과 다툴 정도로 매우 거만한 창조물이다.